# Pauwwier
Pauwwier (Padina pavonica) is een klein zeewier, behorend tot de bruinwieren, dat voorkomt in de Indische Oceaan, de Stille Oceaan, de Atlantische Oceaan en de Middellandse Zee. Het leeft in poelen in de kustzone, kenmerkend met kleiachtige, slibachtige of zanderige sedimenten. Andere habitats zijn onder meer rotsen en schelpfragmenten in het ondiepe sublitorale, zeegrasweiden, mangrovewortels en koraalriffen op wadplaten.

## Omschrijving
Pauwwier is een kenmerkende kleine bruine alg die groeit tot een diameter van maximaal 10 cm. Jonge bladeren zijn dun, bladrijk en plat. Oudere bladeren zijn dikker, concaaf, waaiervormig of trechtervormig, met gelobde randen. Het buitenste (onder) oppervlak heeft concentrische rijen kleine, fijne haartjes en is gestreept met zones van olijfgroen, licht- en donkerbruin, terwijl het binnenste (boven) oppervlak is bedekt met een dunne laag slijm. Beide zijden zijn dun verkalkt en de randen hebben de neiging naar binnen te krullen.  

## Verspreiding en habitat
Dit zeewier heeft een brede verspreiding in de noordoostelijke Atlantische Oceaan, de Middellandse Zee, de zuidelijke Atlantische Oceaan, de Indische Oceaan en de Stille Oceaan. De Britse eilanden zijn de meest noordelijke grens in de Atlantische Oceaan en komen voor aan de zuidkust van Ierland, in Pembrokeshire en aan de zuidkust van Engeland. Het groeit in poelen in de litorale zone en in de ondiepe infralitorale zone. Het groeit meestal waar er zanderige, kleiachtige of slibachtige sedimenten zijn in poelen onder kliffen van moddersteen en zandsteen.  Andere habitats zijn onder meer mangrovewortels, rotsen, stukjes schelp, zeegrasweiden en koraalriffen op vlakten in het lagere intergetijdengebied. 

## Ecologie
De levenscyclus van dit zeewier omvat seksuele voortplanting en sporenproducerende ongeslachtelijke voortplanting. In Groot-Brittannië sterven de bladeren in de winter af en de rizoïden komen in de vroege zomer weer uit en produceren nieuwe bladeren. Na ongeveer twintig dagen zijn deze volwassen, 20 mm lang of meer, en produceren ze tetrasporen in concentrische ringen van ongeveer een millimeter breed. Tegen de tijd dat het blad een lengte van 50 mm heeft, zal het zes tot twaalf generaties tetrasporen hebben geproduceerd. In Groot-Brittannië lijken planten zich volledig ongeslachtelijk voort te planten, maar in andere delen van het verspreidingsgebied kunnen planten zowel mannelijk als vrouwelijk zijn en gametofyten produceren die gameten in de zee afgeven.